# Sanyo PHC 3000
Sanyo PHC 3000 (PHC 3000) је професионални рачунар, производ фирме Санио (Sanyo) који је почео да се израђује у Јапану током 1979. године.
Користио је TMS-9900 као централни микропроцесор а RAM меморија рачунара PHC 3000 је имала капацитет од 32 KB до 56 KB + опционо 64 KB меморије за податке.
Као оперативни систем кориштен је посебни Sanyo систем.

## Детаљни подаци
Детаљнији подаци о рачунару PHC 3000 су дати у табели испод.
|                       |                                                                     |
| [ 1 ]                 |                                                                     |
| Произвођач            | Санио                                                               |
| Тип                   | професионални рачунар                                               |
| Меморија              | 32 до 56 + опционо 64 меморије за податке                           |
| Поријекло             | Јапан                                                               |
| Година                | 1979                                                                |
| Тастатура             | 101 тастера са нумпадом + едит падом и 9 функцијских тастера        |
| Процесор              |                                                                     |
| Фреквенција процесора | непознато                                                           |
| RAM                   | 32 до 56 + опционо 64 меморије за податке                           |
| ROM                   | 2 boot ROM                                                          |
| Текст                 | 80 знакова. x 24 линије - 5 x 9 матрица тачака - 12-инчни показивач |
| Графика               | нема - 64 графичких знакова                                         |
| Боја                  | једна боја, зелена                                                  |
| Звук                  | мали звучник                                                        |
| Димензије             | 53,2 (ширина) x 64 (дубина) x 38,2 (висина) (укљ. Тастатуру) / 28,5 |
| Портови               |                                                                     |
| Оперативни систем     | посебни систем                                                      |